# José Louis
José Louis est un tireur sportif français.

## Palmarès
José Louis a remporté l'épreuve Colt et s'est classé second à l'épreuve Mariette aux championnats du monde MLAIC organisés en 2004 à Batesville  aux États-Unis  .